# Roxy: Tonight’s the Night Live
Roxy: Tonight’s the Night Live ist ein Livealbum des kanadischen Musikers Neil Young, das im April 2018 erschien.

## Entstehung und Veröffentlichung
Das Album ist die Aufnahme der Kluberöffnung des Nachtclubs The Roxy am Sunset Strip in West Hollywood und Teil der Neil Young Tonight’s the Night Tour 1973. Young und die Begleitband, die er selbst Santa Monica Flyers nannte, spielten zwischen dem 20. und 22. September 1973 zwei Sets pro Abend, kurz nachdem die Band die Aufnahmen zu Tonight’s the Night beendet hatte. Aus diesem Grund besteht fast das gesamte Konzert aus diesem Album.
Die Erstveröffentlichung des Albums erfolgte am 24. April 2018 bei Reprise Records. Das Album erschien in seiner Originalausführung als LP mit 18 Titeln (Katalognummer: 9362-49079-7). Es wurde dabei zunächst exklusiv im Rahmen des Record Store Days, in einer Auflage von 9.000 LPs, veröffentlicht. Am 27. April 2018 erschien es auch als reguläre CD (Katalognummer: 9362-49079-6) und LP (Katalognummer: 9362-49070-0) sowie zum Download und Streaming. Im März 2021 erschien das Album auch als Teil des Boxsets Neil Young Archives Vol. II (Katalognummer: 9362-49262-1/9362-490370-3).

## Titelliste
Mist Ausnahme von Roll Out the Barrel (Jaromír Vejvoda) wurden alle Lieder von Neil Young selbst getextet und komponiert.
1. Intro – 0:51
2. Tonight’s the Night – 6:48
3. Roll Out the Barrel – 0:52
4. Mellow My Mind – 3:11
5. World on a String – 2:43
6. Band Intro – 1:23
7. Speakin’ Out – 6:37
8. Candy Bar Rap – 0:31
9. Albuquerque – 3:51
10. Perry Como Rap – 0:17
11. New Mama – 2:39
12. David Geffen Rap – 0:35
13. Roll Another Number (For the Road) – 4:40
14. Candy Bar 2 Rap – 0:28
15. Tired Eyes – 7:02
16. Tonight’s the Night – Part II – 6:38
17. Walk On – 3:38
18. Outro – 0:31

Bonustitel (Neil Young Archives Vol. II)
1. The Losing End – 6:51

## Chartplatzierungen
| ChartsChartplatzierungen       | Höchstplatzierung | Wochen |
| ------------------------------ | ----------------- | ------ |
| Deutschland (GfK)              | 20 (1 Wo.)        | 1      |
| Österreich (Ö3)                | 25 (1 Wo.)        | 1      |
| Schweiz (IFPI)                 | 61 (1 Wo.)        | 1      |
| Vereinigte Staaten (Billboard) | 70 (2 Wo.)        | 2      |
| Vereinigtes Königreich (OCC)   | 30 (1 Wo.)        | 1      |